# 北加積村
北加積村（きたかづみむら）は、かつて富山県中新川郡にあった村。

## 沿革
- 1889年（明治22年）4月1日 - 町村制の施行により、上新川郡中塚新村、杉本村、柿木新村、大榎村、栃山金屋新村、二ツ塚新村、横道村、小寺又新村、栃山村、四ツ屋新村、栃山七口新村、栃山中新村、宮窪新村、宮窪村、稲泉村、栃山稲泉新村、栃山新村、米島新村、法花寺村、柳原村及び梅原村の区域をもって、上新川郡北加積村が発足する。
- 1896年（明治29年）3月29日 - 郡制の施行のため、上新川郡の区域から分立して、中新川郡が発足により、中新川郡に所属となる。
- 1933年（昭和8年） - 村役場を改築[4]。
- 1953年（昭和28年）11月1日 - 中新川郡滑川町、中加積村、西加積村、北加積村、東加積村、早月加積村及び浜加積村が合併して、中新川郡滑川町が発足する。旧村役場は1960年まで出張所として使用された後、北加積幼稚園として使用された[4]。